# Roca Entravessada
Roca Entravessada – szczyt górski w Pirenejach Wschodnich. Administracyjnie położony jest na granicy Andory (parafia La Massana) z Hiszpanią (prowincja Lleida). Wznosi się na wysokość 2928 m n.p.m.
Na południe od szczytu usytuowany jest najwyższy szczyt Andory, Pic de Coma Pedrosa (2946 m n.p.m.), natomiast na południe położony jest Pic de Médécourbe (2914 m n.p.m.). Na północny wschód od szczytu znajdują się jeziora Estanys Forcats, a w kierunku południowo-zachodnim Estanys de Baiau.